# Lynda Marlène Gauzé
Lynda Marlène Gauzé (née le 11 juin 1990 à Abidjan) est une footballeuse ivoirienne.

## Biographie

### En club
Gauze joue dans le championnat de Côte d'Ivoire en faveur du Stella Club d'Adjamé.

### Équipe nationale
Depuis 2010, elle fait partie de l'équipe nationale ivoirienne.
Elle est retenue pour disputer la Coupe d'Afrique des nations féminine 2012. Il s'agit de la première compétition continentale disputée par la Côte d'Ivoire.